# タンボ平
タンボ平（タンボだいら）とは、富山県中新川郡立山町の立山連峰東側斜面の、標高1,700 m前後に位置する高原である。最終氷期の氷河による侵食平地。ナナカマドやミネカエデなどによる一面の紅葉が見られる他、山スキーが出来る。

## 特徴
立山黒部アルペンルートの立山ロープウェイからタンボ平を一望することができる。一体に落葉樹林が広がるため、秋には一面が紅葉し、その眺めを求める観光客で賑わう。

## 形成
タンボ平はかつては厚い谷氷河が発達しており、氷河の侵食によって平坦な地形が形成された。
また、地質的には氷河跡の融氷水流堆積物である礫とシルトからなる厚さ1.5 m以上の氷河堆積物がみられる。角礫が主体をなすが，風化は比較的進んでいる。

## レジャー
秋には立山黒部アルペンルートの大観峰駅、立山ロープウェイから見えるタンボ平の真っ赤な紅葉を見るために多くの観光客が訪れる。また、黒部平駅からの遊歩道から散策をする人も多い。新春にはなだらかな傾斜、東側斜面ゆえのパウダースノーがあることから山スキーを楽しみ人もいる。

## 生態
ダケカンバ、ナナカマド 、ミネカエデなどの綺麗に紅葉をする低木が多く自生する。
タンボ平の下側はブナ純林となっており、こちらも一面が紅葉する。